# Бряч
Бряч (словац. Briač) — річка; ліва притока Крупиниці, протікає в округах Зволен і Крупіна.
Довжина приблизно 9,0—11,3 км. Витік знаходиться в масиві Завозька верховина — на висоті приблизно 520—525 метрів.
Протікає територією сіл Чековце; Бзовік; Бзовска Легуотка і міста Крупіна.. Впадає у Крупиницю на висоті приблизно 245 метрів.